# Promyrmekiaphila korematsui
Espèce
Promyrmekiaphila korematsui est une espèce d'araignées mygalomorphes de la famille des Euctenizidae.

## Distribution
Cette espèce est endémique de la Californie aux États-Unis,. Elle se rencontre dans les comtés de San Mateo, de Santa Clara et de San Benito.

## Description
La carapace du mâle holotype mesure 5,82 mm de long sur 5,44 mm et la carapace de la femelle paratype 6,94 mm de long sur 6,31 mm.

## Systématique et taxinomie
Cette espèce a été décrite par en Bond, Jochim, Quayle & Starrett, 2024.

## Étymologie
Cette espèce est nommée en l'honneur de Fred Korematsu.

## Publication originale
- Starrett, Jochim, Quayle, Zahnle & Bond, 2024 : « Microgeographic population structuring in a genus of California trapdoor spiders and discovery of an enigmatic new species (Euctenizidae: Promyrmekiaphila korematsui sp. nov.). » Ecology and Evolution, vol. 14, no 3, e10983, p. 1-20.